# 夏之中
夏之中，順天府大興縣（今北京市城區）人，清朝政治人物。举人出身。

## 生平
明崇禎十五年（1642年），夏之中中式壬午科順天鄉試舉人。明亡仕清。顺治五年（1648年）任福建建宁府知府。順治九年（1651年）任浙江金華府知府。